# Malí en los Juegos Olímpicos de París 2024
Malí estuvo representado en los Juegos Olímpicos de París 2024 por un total de 23 deportistas, 21 hombres y dos mujeres, que compitieron en cinco deportes.
Los portadores de la bandera en la ceremonia de apertura fueron el nadador Alexien Kouma y la boxeadora Marine Fatoumata Camara. El equipo olímpico maliense no obtuvo ninguna medalla en estos Juegos.